# Batrisodes lineaticollis
Batrisodes lineaticollis är en skalbaggsart som först beskrevs av Aubé 1833.  Batrisodes lineaticollis ingår i släktet Batrisodes och familjen kortvingar. Inga underarter finns listade i Catalogue of Life.